# Temperacja stroju
Temperacja stroju – wprowadzanie poprawek i ujednolicenie stosunków interwałowych w celu uzyskania czystego brzmienia w różnych tonacjach na potrzeby praktyki muzycznej.
Początkowo stosowano temperację tylko niektórych interwałów (temperacja stroju nierównomierna, np. tzw. średniotonowa w XVI w., w której nie wszystkie odległości dobrze brzmiały). Pełną (równomierna) temperację stroju wprowadził w I połowie XVIII w. Niemiec Johann Georg Neidhardt, opierając się na wcześniejszych próbach swego rodaka – Andreasa Werckmeistra. Zmniejszył on wszystkie 12 kwint okręgu kwintowego o jednakową wielkość (tj. o 1/12 tzw. komatu pitagorejskiego). W ten sposób okrąg kwint zamykał się w obrębie czystych kwint i nastąpiło zrównanie wysokości dźwięków enharmonicznych, np. cis = des na instrumentach muzycznych o stałym stroju, jak organy. Ułatwiło to strojenie instrumentów muzycznych, modulacje, grę we wszystkich tonacjach.